# Хоккей с шайбой на зимних Олимпийских играх 1998
Хоккейный турнир зимних Олимпийских игр 1998 года проходил в Нагано. На хоккейном турнире Олимпийских игр было разыграно 2 комплекта медалей: в 19-й раз — мужской и в 1-й раз — женский. Это был первый хоккейный турнир в истории Олимпийских игр, на который получили возможность приехать все сильнейшие игроки североамериканских и европейских сборных ввиду того, что НХЛ сделала паузу в своём чемпионате на время Игр.

### Медалисты
| Дисциплина            | Золото | Серебро | Бронза |
| Мужчины см. подробнее | Чехия · Доминик Гашек · Милан Гниличка · Роман Чехманек · Петр Свобода · Роман Гамрлик · Иржи Шлегр · Рихард Шмеглик · Франтишек Кучера · Ярослав Шпачек · Либор Прохазка · Павел Патера · Яромир Ягр · Мартин Ручински · Роберт Райхел · Владимир Ружичка · Иржи Допита · Мартин Страка · Роберт Ланг · Мартин Прохазка · Йозеф Беранек · Давид Моравец · Милан Гейдук · Ян Чалоун | Россия · Михаил Шталенков · Андрей Трефилов · Олег Шевцов · Дмитрий Миронов · Сергей Гончар · Алексей Житник · Дарюс Каспарайтис · Игорь Кравчук · Дмитрий Юшкевич · Борис Миронов · Павел Буре · Алексей Яшин · Сергей Фёдоров · Андрей Коваленко · Алексей Морозов · Алексей Жамнов · Валерий Зелепукин · Валерий Каменский · Валерий Буре · Сергей Немчинов · Герман Титов · Сергей Кривокрасов | Финляндия · Ярмо Мюллюс · Ари Суландер · Юкка Тамми · Янне Ниинимаа · Киммо Тимонен · Теппо Нумминен · Юрки Лумме · Аки-Петтери Берг · Янне Лаукканен · Туомас Грёнман · Теему Селянне · Саку Койву · Йере Лехтинен · Яри Курри · Вилле Пелтонен · Мика Ниеминен · Раймо Хелминен · Эса Тикканен · Киммо Ринтанен · Сами Капанен · Юха Линд · Юха Юлёнен · Антти Тёрмянен |
| Женщины см. подробнее | США · Сара Декоста · Сара Тьютинг · Крис Бейли · Коллин Койн · Сью Мерц · Тара Манси · Виктория Мовсесян · Энджела Руджеро · Лори Бейкер · Алана Блахоски · Лиза Браун · Кэрин Бай · Триша Данн · Кэмми Гранато · Кэти Кинг · Шелли Луни · Дженни Шмидгал · Гретхен Юлион · Сандра Уайт                                                                                             | Канада · Лэсли Рэддон · Манон Реом · Тереза Бриссон · Кэсси Кэмпбелл · Джуди Дидак · Джеральдин Хини · Бекки Келлар · Фиона Смит · Дженнифер Боттерилл · Нэнси Дролет · Лори Дюпуи · Дэниель Гойетт · Джейна Хеффорд · Кэти Маккормак · Кэрен Нистром · Лаура Шулер · Франс Сан-Луис · Вики Сунохара · Хейли Уикенхайзер · Стэйси Уилсон                                                           | Финляндия · Лиса-Мария Снек · Туула Пупутти · Эмма Лааксонен · Кирси Хяннинен · Катя Лехто · Сату Хуотари · Йохана Иконен · Марья-Хелена Пялвиля · Пяйви Сало · Марианне Ихалайнен · Сари Фиск · Рикка Ниеминен · Мария Селин · Тия Рейма · Сари Крукс · Петра Вааракаллио · Санна Ланкосаари · Марика Лехтимяки · Катя Рипи · Каролина Рантамяки                         |

## Медали

### Общий зачёт
(Жирным выделено самое большое количество медалей в своей категории; принимающая страна также выделена)
| Общее количество медалей |           |        |         |        |       |
| Место                    | Страна    | Золото | Серебро | Бронза | Всего |
| 1                        | Чехия     | 1      | 0       | 0      | 1     |
| 2                        | Россия    | 0      | 1       | 0      | 1     |
| 2                        | Канада    | 0      | 1       | 0      | 1     |
| 3                        | Финляндия | 0      | 0       | 2      | 2     |